# Rotsmeervallen
Rotsmeervallen (Austroglanididae) zijn een familie van straalvinnige vissen uit de orde van Meervalachtigen (Siluriformes).

## Taxonomie
De volgende geslachten zijn bij de familie ingedeeld:
- Austroglanis P. H. Skelton, Risch & De Vos, 1984